# Орегон (округ, Міссурі)
Шаблон:StateAbbr_ 36°41′ пн. ш. 91°24′ зх. д. / 36.69° пн. ш. 91.4° зх. д.
Округ  Орегон (англ. Oregon County) — округ (графство) у штаті Міссурі, США. Ідентифікатор округу 29149.

## Історія
Округ утворений 1845 року.

## Демографія
За даними перепису 
2000 року 
загальне населення округу становило 10344 осіб, зокрема міського населення було 2113, а сільського — 8231.
Серед мешканців округу чоловіків було 5077, а жінок — 5267. В окрузі було 4263 домогосподарства, 3018 родин, які мешкали в 4997 будинках.
Середній розмір родини становив 2,86.
Віковий розподіл населення поданий у таблиці:
| Стать    | До 15 років | 15-21 | 22-29 | 30-39 | 40-49 | 50-65 | 65-85 | Понад 85 |
| -------- | ----------- | ----- | ----- | ----- | ----- | ----- | ----- | -------- |
| Чоловіки | 1070        | 470   | 379   | 622   | 720   | 992   | 743   | 81       |
| Жінки    | 977         | 439   | 406   | 668   | 708   | 1030  | 881   | 158      |

## Суміжні округи
- Шеннон — північ
- Картер — північний схід
- Ріплі — схід
- Рендолф, Арканзас — південний схід
- Шарп, Арканзас — південь
- Фултон, Арканзас — південний захід
- Гавелл — захід

## Виноски
1. ↑  U.S. Decennial Census. United States Census Bureau. Архів оригіналу за 26 квітня 2015. Процитовано 17 листопада 2014.
2. ↑  Historical Census Browser. University of Virginia Library. Архів оригіналу за 11 серпня 2012. Процитовано 17 листопада 2014.
3. ↑  Population of Counties by Decennial Census: 1900 to 1990. United States Census Bureau. Процитовано 17 листопада 2014.
4. ↑  Census 2000 PHC-T-4. Ranking Tables for Counties: 1990 and 2000 (PDF). United States Census Bureau. Процитовано 17 листопада 2014.
5. ↑  State & County QuickFacts. United States Census Bureau. Архів оригіналу за 7 червня 2011. Процитовано 12 вересня 2013.(англ.) Наведено за англійською вікіпедією.
6. ↑  American FactFinder. Бюро перепису населення США. Архів оригіналу за 26 лютого 2012. Процитовано 31 січня 2008.

| США | Це незавершена стаття з географії США. Ви можете допомогти проєкту, виправивши або дописавши її. |